# Myriam Mulder
Myriam Mulder (7 november 1965) is een Vlaamse actrice. Ze is actief in het theater, met stand-upcomedy en in enkele televisieseries. Ze vervolledigde in 1999 de toneelopleiding van de Studio Herman Teirlinck.
Op de planken speelde ze voor, tijdens en na haar afstuderen reeds in producties van de Internationale Nieuwe Scène ("Hadewych, van Liefde en Minne", "Mistero Buffo" en "Armoede is vrouwelijk"), het Raamtheater ("De Braderij"), het Koninklijk Jeugdtheater ("Garuma" en "Kwoak Kwoak"), Figurentheater De Maan ("Lieve mensen", "Vlaamse sprookjes") en samen met Hilde De Roeck bracht ze twee theaterseizoenen "Het Liefdesbeest" voor adolescenten. Recenter bracht ze - ook in jeugdtheater - nog "De apotheker heeft liefdesverdriet".
In haar televisiewerk is ze vooral bekend door haar rol van Minou in enkele afleveringen van F.C. De Kampioenen. Verder speelde ze gastrollen in Bompa (Astrid Clinckhamers), Commissaris Roos (Martine), Thuis (Anja), Zone Stad (Opgesloten vrouw in de kelder) en Olly Wannabe (Receptioniste).
In het Leids Cabaret Festival '97 haalde ze met stand-upcomedy in 1997 het nog tot in de finale. Haar eerste cabaretprogramma over een vereenzaamde vrouw die geen geschikte partner vindt "Contact" kreeg heel wat weerklank.

## Academie voor Muziek, Woord en Dans
Ze is als leerkracht verbonden aan deze Academie voor Muziek, Woord en Dans van Mortsel. Voor deze Academie regisseerde ze de jongerenproductie "Trio" die deelnam aan het Landjuweelfestival in 2010.
In 2018 bewerkte ze het toneelstuk "4 zussen" van Claire Swyzen tot een musical. Hiervoor componeerde Stéphane Threis de muziek. Hetzelfde jaar bracht ze  met (oud-)studenten de voorstelling HOOP. Ze schreef dit stuk en regisseerde het.
In 2019 stond ze zelf op de planken met haar leerlingen in de door haar geschreven voorstelling 'GELUK'. Ze liet zich regisseren door een van haar leerlingen. In datzelfde jaar herwerkte ze het stuk Hedda Gabler van Hendrik Ibsen tot een muziektheatervoorstelling.  Ze nam ook de regie van dit stuk op zich. De muziek voor HEDDA werd gecomponeerd door Mattie De Ryck, een leerling compositie AMWD Mortsel. Deze muziek werd tijdens de voorstellingen live gespeeld door een 8-koppig muziekensemble o.l.v. Hans Vercauteren.

## Televisieseries
- Commissaris Roos - 1990
- De bossen van Vlaanderen - 1991
- Familie - 1992
- Bompa - 1993-1994
- Wittekerke - 1995
- Zone stad - 2005
- F.C. De Kampioenen (1997-2000, 2011) - als Minou (8 afleveringen)
- Thuis - 2012
- Olly Wannabe - 2017
- Voor altijd Kampioen! (2021) - als zichzelf (Documentaire)
- Thuis (2024) - als Carla